# Спартохорион
Спартохо́рион (греч. Σπαρτοχώριον) — село на острове Меганиси в Греции. Административно относится к общине Меганисион, в состав которой входят также острова Скорпиос и Спарти, в периферийной единице Лефкас в периферии Ионические острова. Село является туристическим центром. Население 382 жителя по переписи 2011 года.

## Географическое положение
Спартохорион расположен на поросшем соснами холме на северном побережье острова Меганисион, в устье бухты Спилья и является вторым после Вати портом острова.
Село находится в зоне сейсмологической активности, где амплитуда подземных толчков колеблется от 3,9 до 7,8 баллов.

## Транспорт
Порт Спартохориона предлагает ежедневные транспортные услуги в порт Нидрион на остров Лефкас.

## Достопримечательности

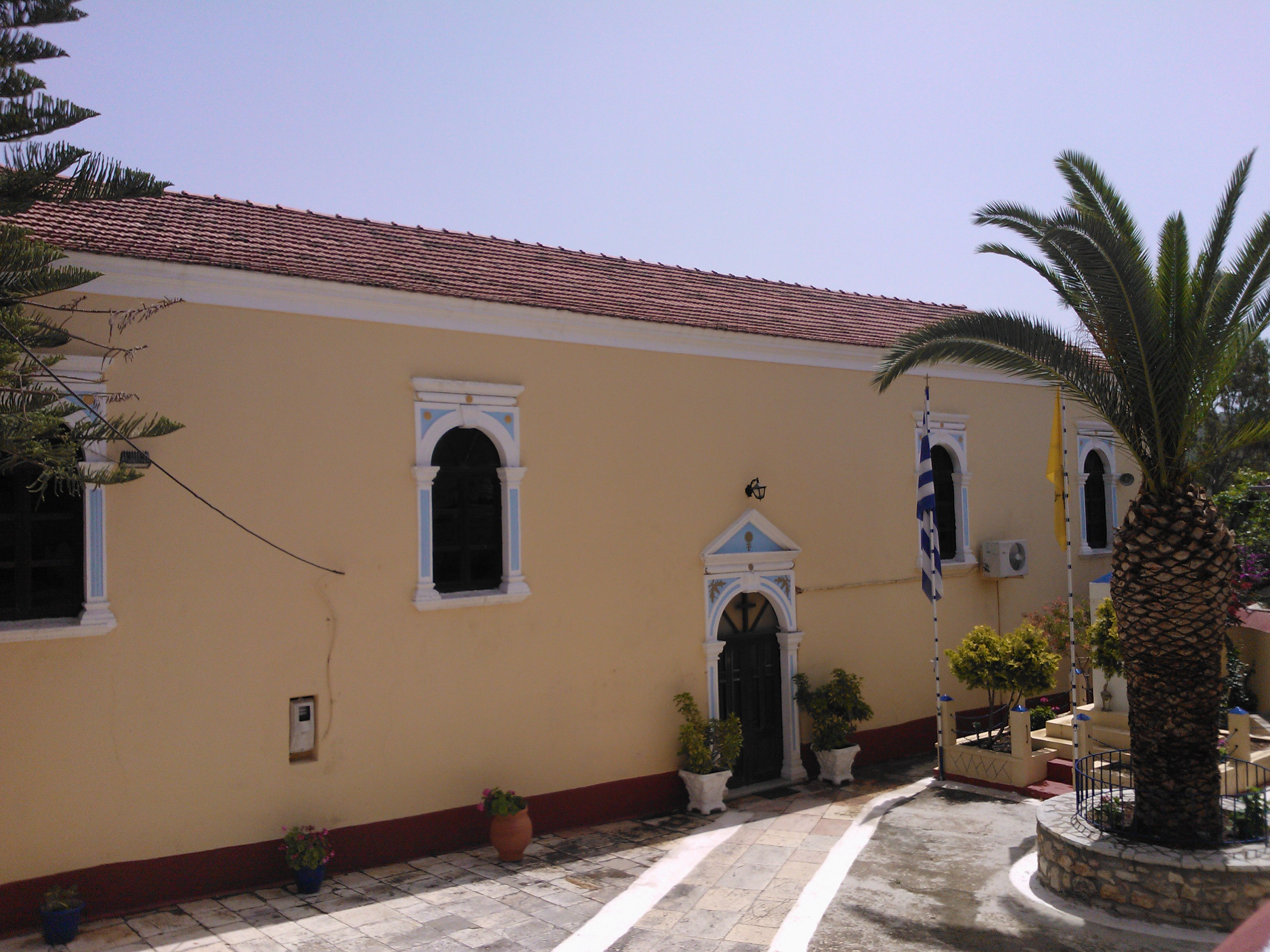
Православная церковь в Спартохорионе

В центральной части села расположена православная церковь, открытая в дни богослужений. Ежегодно 23 и 24 июня в селе проводится празднование в честь Св. Иоанна Предтечи. Также в начале августа, в бывшем здании КЕФО (или в Катомерионе на центральной площади), проводится шахматный вечер с участием мастера по шахматам. Организуется «Симултане» (один против всех).
Также в селе действует маслобойный завод, открытый (по предварительной договорённости) для посещения туристами.
Примерно в 1 км от бухты Спилья находится одноименный пляж — один из лучших пляжей острова.

## Местное сообщество Спартохорион
В местное сообщество Спартохорион входят острова Скорпиос и Спарти. Население 383 жителя по переписи 2011 года. Площадь 12,502 квадратных километров.
| Наименование      | Население (2011), человек |
| ----------------- | ------------------------- |
| Скорпиос (остров) | 1                         |
| Спарти (остров)   | 0                         |
| Спартохорион      | 382                       |

## Население
Село является вторым по численности населённым пунктом острова Меганиси после Катомериона (455 жителей по переписи 2011 года).
| Год  | Население, человек |
| ---- | ------------------ |
| 1991 | 445                |
| 2001 | 397                |
| 2011 | ↘ 382              |